# Ikram Alikhil
Ikram Faizi Alikhil (paschtunisch اکرام فيضي عليخېل; * 29. September 2000 in Kabul, Afghanistan) ist ein afghanischer Cricketspieler, der seit 2019 für die afghanische Nationalmannschaft spielt.

## Kindheit und Ausbildung
Alikhil war Teil des afghanischen Teams das erstmals den U19-Asia-Cup gewann und war auch Teil des afghanischen Teams bei der ICC U19-Cricket-Weltmeisterschaft 2018.

## Aktive Karriere
Alikhil gab sein Debüt in der Nationalmannschaft im März 2019, als er gegen Irland seinen ersten Test und sein erstes ODI absolvierte. Er wurde dann für den Cricket World Cup 2019 nominiert, und konnte dort nach einem schwachen Beginn gegen die West Indies ein Fifty über 86 Runs. Im November 2019 erzielte er dann abermals gegen die West Indies in der ODI-Serie ein Fifty über 58 Runs. In der Folge konnte er sich zunächst nicht im Team etablieren. Er wurde zwischenzeitig für das Team nominiert, kam jedoch nicht zum Einsatz. Erst im Vorlauf zum Cricket World Cup 2023 kam er wieder ins Team zurück und wurde für die Weltmeisterschaft nominiert. Dort konnte er beim Sieg gegen England ein Fifty über 58 Runs erzielen.